# 短箭天竺鲷
短箭天竺鲷（学名：Rhabadamia cypselurus）为天竺鲷科箭天竺鲷属的鱼类，俗名燕尾箭天竺鲷、棒天竺鲷。分布于琉球、菲律宾到新几内亚、台湾岛等。该物种的模式产地在Kawa、W.Ceram。